# Samantha Fox
Samantha Karen Fox, znana także jako Sam Fox (ur. 15 kwietnia 1966 w Londynie) – brytyjska piosenkarka, modelka i aktorka. W swoim muzycznym dorobku ma takie przeboje jak „Touch Me (I Want Your Body)” (1986), „Do Ya Do Ya (Wanna Please Me)” (1986), „Nothing's Gonna Stop Me Now” (1987), „Naughty Girls (Need Love Too)” (1988), „I Wanna Have Some Fun” (1988) i „I Only Wanna Be with You” (1988).

## Życiorys

### Wczesne lata
Przyszła na świat w Londynie w rodzinie handlowców jako najstarsza córka Patricka Johna Foxa i Carole Ann Wilken. Jej rodzice byli gorliwymi chrześcijanami, wychowywała się z trójką rodzeństwa – Vanessą Lai (ur. 1972), Fredericą, przyrodnią siostrą z drugiego małżeństwa ojca, i Frankie. 
Od najmłodszych lat interesowała się teatrem. Kiedy miała trzy lata, po raz pierwszy pojawiła się na teatralnej scenie. W wieku pięciu lat uczestniczyła na zajęciach w Anna Scher Theatre School w Islington, północnej dzielnicy Londynu. Uczęszczała do St Thomas More RC School. Mając dziesięć lat zadebiutowała na małym ekranie w produkcji BBC No Way Out (1976), a rok później uczyła się aktorstwa w londyńskiej Mountview Theatre School prowadzonej przez Judi Dench. W wieku czternastu lat założyła swój pierwszy zespół, a rok potem podpisała kontrakt z wytwórnią Lamborghini Records.

### Początki kariery
Na początku 1983 jej matka zgłosiła kilka zdjęć Samanthy do konkursu fotograficznego modelek „Twarz i kształt 1983”, organizowanego przez gazetę „The Sunday People”. Zdjęcie zdobyło drugie miejsce w konkursie i zostało opublikowane. Wkrótce potem jej zdjęcia topless zaczęły pojawiać się w prasie brukowej. Samantha została zaangażowana na stałe do jednego z najpopularniejszych czasopism, „The Sun”, jako dziewczyna ze strony 3; w latach 1984–1986 jedną stronę tego pisma ozdabiały jej mniej czy bardziej roznegliżowane zdjęcia. Brała udział w reklamach Lamborghini, Jive, Ichiban i Genie. Z czasem otworzyła własny bar w Londynie. Zaprojektowała także własną kolekcję bielizny. Była na okładce magazynu „Penthouse” (w marcu 1985, w październiku 1985, w maju 1986, w czerwcu 1987, w lipcu 1988) i „Playboy” (w listopadzie 1988 w edycji australijskiej, w kwietniu 1990 w edycji hiszpańskiej, we wrześniu 1996 w edycji hiszpańskiej, w październiku 1996 w edycji RPA i edycji francuskiej, w listopadzie 1996 w edycji polskiej).

### Kariera
W drugiej połowie lat 80. rozpoczęła karierę muzyczną. Jej debiut na żywo miał miejsce w klubie Hippodrome. Nagrany w 1986 roku pierwszy przebój „Touch Me (I Want Your Body)” trafił od razu na czołowe miejsca europejskich list przebojów (3. miejsce w Wielkiej Brytanii; 4. w USA). Drugi singiel, „Do Ya Do Ya (Wanna Please Me)”, znalazł się na dziesiątej pozycji w Wielkiej Brytanii. Pochodziły one z debiutanckiego albumu Samanthy, Touch Me. Rok później wydana została druga płyta, Samantha Fox, z kolejnym hitem „Nothing's Gonna Stop Me Now” i balladą „True Devotion”. Przy jej nagrywaniu Fox współpracowała z grupą producencką Stock Aitken Waterman. Piosenkarka wystąpiła gościnnie jako Samantha Steele w sitcomie Charles in Charge (1987) i zadebiutowała na kinowym ekranie rolą Charleen w komedii sensacyjnej Three Kinds of Heat. W roku 1988 wydała album I Wanna Have Some Fun. Znalazł się na nim „I Only Wanna Be with You” – cover piosenki „I Only Want to Be with You” z repertuaru Dusty Springfield.

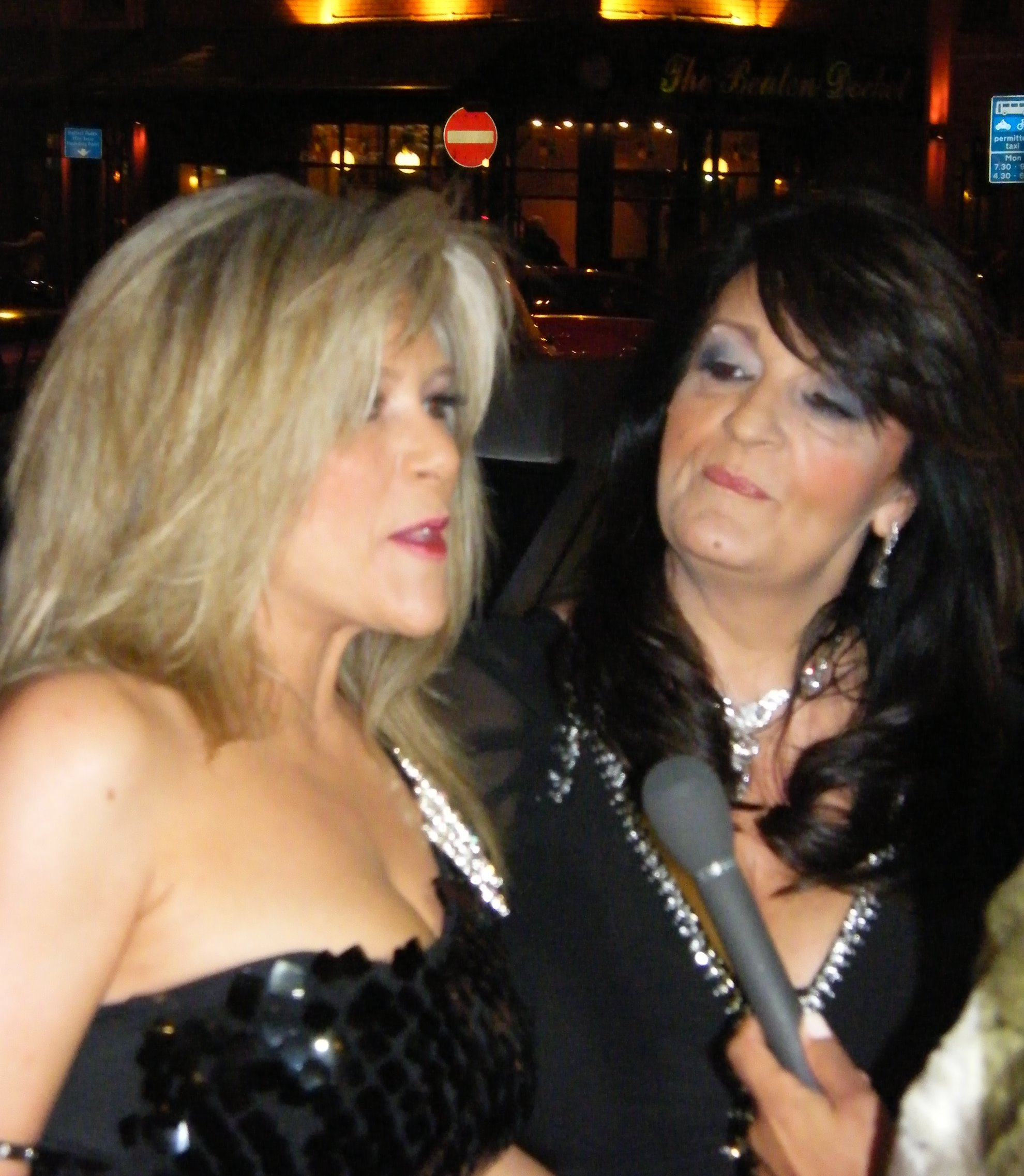
Samantha Fox i Myra Stratton, 2010

Po trzyletniej przerwie wydała swój czwarty album zatytułowany Just One Night (1991). Pierwszym singlem zostało nagranie „(Hurt Me! Hurt Me!) But the Pants Stay On”, jednak nie zostało ono sukcesem na listach przebojów. Rok później wytwórnia Jive Records wydała pierwszą oficjalną składankę Greatest Hits z dodanymi trzema nowymi utworami. W 1995 roku piosenkarka wzięła udział z własną grupą Sox w Konkursie Eurowizji. Jej piosenka "Go for the Heart" zajęła 4. miejsce w krajowych eliminacjach i nie reprezentowała Wielkiej Brytanii. W roku 1997 wydała piątą płytę, 21st Century Fox, jednak album ten nie okazał się sukcesem ze względu na brak promocji i dystrybucji na szeroką skalę. Zremiksowana wersja tego krążka została wydana w 2002 roku jako Watching You, Watching Me.
W 2004 razem z piosenkarzem o pseudonimie Günther nagrała nową wersję hitu „Touch Me”. Jesienią 2005 wydany został jej kolejny album Angel with an Attitude, promowany w Australii trasą Countdown Tour. W sierpniu 2008 wystąpiła na Sopot Festival, w ramach koncertu poświęconego muzyce lat 80. Pod koniec 2009 ukazała się kolejna składanka z największymi przebojami Samanthy Fox, zawierająca nowy remiks „Touch Me” i kilka mało znanych piosenek.

## Życie prywatne
Spotykała się z gitarzystką Cris Bonacci, ekwadorskim tancerzem Rafaelem Camino, piłkarzem Frankiem McAvennie, aktorem Steve'em McFaddenem, fotomodelką Debee Ashby (1984) i dziennikarzem Kitem Millerem (1986). Była związana z Australijczykiem Peterem Fosterem, a po jego nieprzyjętych oświadczynach rozpoczęła związek z piosenkarzem i gitarzystą Paulem Stanleyem (1989).
W 2003 roku, po wielu latach spekulacji na temat orientacji seksualnej Fox, artystka dokonała coming outu we własnej autobiografii, przyznając się do związku, jaki łączył ją od roku 1999 z jej menedżerką Myrą Stratton. W 2015 Myra Stratton zmarła na raka w wieku 60 lat. 18 czerwca 2022 w Epping Forest w hrabstwie Essex wzięła ślub z menadżerką Lindą Birgitte Olsen, pochodzącą z Norwegii.
W grudniu 2017 Samantha Fox, promując swoją biografię, wyznała w wywiadzie dla „Daily Mail”, że jako nastolatka była molestowana seksualnie przez Davida Cassidy'ego. Miała wtedy 19 lat i uczestniczyła w pracach nad teledyskiem do jednego z przebojów „Romance (Let Your Heart Go)” (1985) w duecie z Basią. Cassidy poszedł za nią do restauracyjnej toalety podczas obiadu, w którym brał udział także ojciec Fox. Złapał ją tam za pierś i włożył dłoń pod sukienkę.

## Dyskografia
- 1986: Touch Me
- 1987: Samantha Fox
- 1988: I Wanna Have Some Fun
- 1991: Just One Night
- 1992: Greatest Hits
- 1998: 21st Century Fox
- 2002: Watching You, Watching Me
- 2005: Angel with an Attitude
- 2009: Greatest Hits

## Filmografia
- 1987: Charles in Charge jako Samantha Steele
- 1987: Three Kinds of Heat jako Charleen
- 1995: Rock Dancer jako gość
- 1998: The Young Person's Guide to Becoming a Rock Star jako Gwiazda
- 1999: The Match jako Patsy